# UICC
UICC (Union Internationale Contre le Cancer, Internationella Cancerunionen) är en internationell organisation grundad 1933 vid en kongress i Madrid. UICC arbetar uteslutande för att världsvitt bekämpa cancer. Dess mål är att cancer inte skall vara en livshotande sjukdom för kommande generationer. Organisationen gör detta genom utbyte av kunskap och kompetens, förmedlande av vetenskapliga upptäckter till personal som arbetar med cancer och till patienter och allmänhet, systematiskt medverka till att alla får del av förebyggande, tidig upptäckt och behandling av cancer, samt för att alla skall få bästa möjliga behandling oavsett var i världen de lever.
UICC är uppbyggd av mer än 280 nationella organisationer i 90 länder.
UICC har i sin verksamhet fyra huvudriktningar:
- Förebyggande och kontroll av cancer,
- Motverka tobaksmissbruk
- Överförande av kunskap
- Bygga upp kapaciteter för behandling och omsorg om cancerpatienter.

4 februari vart år organiserar UICC en världscancerdag.
Vart annat år organiserar UICC världscancerkongresser för att förmedla forskningsresultat och för att samordna det världsvida arbetet mot cancer. Dessa kongresser är mycket omfattande arrangemang, som väcker stor internationell uppmärksamhet.
Vid samma tillfälle sammanträder också UICC:s generalförsamling, dess högsta beslutande organ, sammansatt av representanter för de anslutna nationella organisationerna. Mellan generalförsamlingarna styrs UICC av en styrelse med säte i Genève. Den väljs vid generalförsamlingens sammanträden.
Vid varje världskongress antar man en Världscancerdeklaration, som skall ange inriktningen av arbetet mot cancer under de kommande två åren.
Svensk medlem i UICC är Cancerfonden – Riksföreningen mot Cancer.